# Argument del periàpside

En aquest diagrama, l'argument del periheli (se suposa que el cos central és el Sol) és l'angle (en blau) que va des del node ascendent fins al periheli.

L'argument del periàpside (símbol {\displaystyle \omega \,}) és un dels elements orbitals utilitzats per a especificar l'òrbita d'un cos celeste. És l'angle que va des del node ascendent fins al periàpside, mesurat en el pla orbital de l'objecte i en el seu sentit de moviment. Per a òrbites equatorials, en les que no hi ha node ascendent, i per a òrbites circulars, que no tenen periastre, està indefinit. Per a objectes que orbiten el Sol, s'anomena argument del periheli i per a objectes que orbiten la Terra, argument del perigeu.

## Càlcul
En mecànica celeste i astrodinàmica, l'argument del periàpside {\displaystyle \omega \,} es pot calcular de la forma següent:
Imaginem un sistema de referència amb origen en el cos central i definit pels eixos {\displaystyle x\,}, {\displaystyle y\,} i {\displaystyle z\,}. L'eix {\displaystyle z\,} és perpendicular al pla de referència i apunta cap amunt, l'eix {\displaystyle x\,} apunta en direcció al punt vernal i l'eix {\displaystyle y\,} és perpendicular als dos anteriors. Prenem ara el vector {\displaystyle \mathbf {n} } amb origen al cos central i que apunta en direcció al node ascendent. Les components del vector en coordenades cartesianes són {\displaystyle \mathbf {n} =(n_{x},n_{y},n_{z})}. Com que es troba sobre el pla de referència, la seva component {\displaystyle z\,} és nul·la ({\displaystyle n_{z}=0\,}). Prenem també el vector {\displaystyle \mathbf {e} } amb origen al cos central i que apunta en direcció al periàpside. Les components del vector en cartesianes són {\displaystyle \mathbf {e} =(e_{x},e_{y},e_{z})}.
Llavors, l'argument del periàpside és:
{\displaystyle \omega =\arccos {{\mathbf {n} \cdot \mathbf {e} } \over {\mathbf {\left|n\right|} \mathbf {\left|e\right|} }}} (si {\displaystyle e_{z}<0\,})
o bé,
{\displaystyle \omega =2\pi -\arccos {{\mathbf {n} \cdot \mathbf {e} } \over {\mathbf {\left|n\right|} \mathbf {\left|e\right|} }}} (si {\displaystyle e_{z}>0\,})
on:
- {\displaystyle \mathbf {n} } és un vector que apunta cap al node ascendent (és a dir, la component z de {\displaystyle \mathbf {n} } és zero),
- {\displaystyle \mathbf {e} } és el vector d'excentricitat (un vector que apunta cap al perigeu).

En el cas d'òrbites equatorials (és a dir, òrbites amb inclinació igual a zero), tot i que estrictament {\displaystyle \omega \,} està indefinit, sovint s'assumeix que:
{\displaystyle \omega =\arccos {{e_{x}} \over {\mathbf {\left|e\right|} }}}
En el cas d'òrbites circulars, sovint s'assumeix que el periàpside se situa en el node ascendent i, per tant, {\displaystyle \omega =0\,}.